# Султанат Сулу
Султанат Сулу — малайська ісламська держава, що існувала в XV—XIX сторіччях на північному сході острова Калімантан та на однойменному архіпелагу.
Перші згадки про Сулу в китайських літописах з'являються в епоху династії Мін. У 1417 році до імператорської столиці прибули посли з Сулу, що привезли данину та подарунки.
Першим султаном Сулу став Саїд Хашем Абубакр, торговець арабського походження з Малакки, який прибув до Сулу близько 1450 року та одружився з дочкою місцевого раджі Багуїнди. На початку XVI століття султанат потрапляє під владу Брунею, який переживає «золоту епоху» та контролює значну частину узбережжя Калімантану та сусідніх островів. Після смерті бездітним п'ятого султана Сулу Батари Шах Танги правителем став молодший син брунейського султана Мухаммада Хассана раджа Бонгсу, який правив під іменем Мувалліл Вазіт.
Між 1578 та 1641 роком тривали війни між Сулу та іспанськими Філіппінами.
У середині XVII століття почалася громадянська війна в Брунеї, викликана конфліктом у панівній династії. 13 років громадянської війни завершилися повною втратою контролю над Сулу, інтервенцією з боку його султана та втратою частини території на півночі Борнео на користь Сулу. За офіційною брунейською історіографією війна почалася в 1661-го року (перша дата, яка з'являється в брунейських джерелах) хоча європейські джерела та записи з султанату Сулу вказують на її можливий початок раніше. З цього часу почалося незалежне існування султанату Сулу та його конкуренція з Брунеєм.
У 1704 році (за іншими даними раніше — у 1675 році) султан Брунею за допомогу в придушенні повстання на півночі країни віддав султанату Сулу частину території на північному сході Борнео, на схід від затоки Маруду.
У 1762 році британський торговець Александр Далримпл (англ. Alexander Dalrymple) отримав у султана Бантілана в володіння острів Баламбанган на півночі Калімантану поблизу затоки Маруду та встановив там британський прапор. Торгівельний пункт на острові було встановлено лише 1773 року, а Далримпла з його досвідом та зв'язками при дворі султана Ост-Індійська компанія звільнила через суперечку щодо заробітної платні.

## Султани Сулу

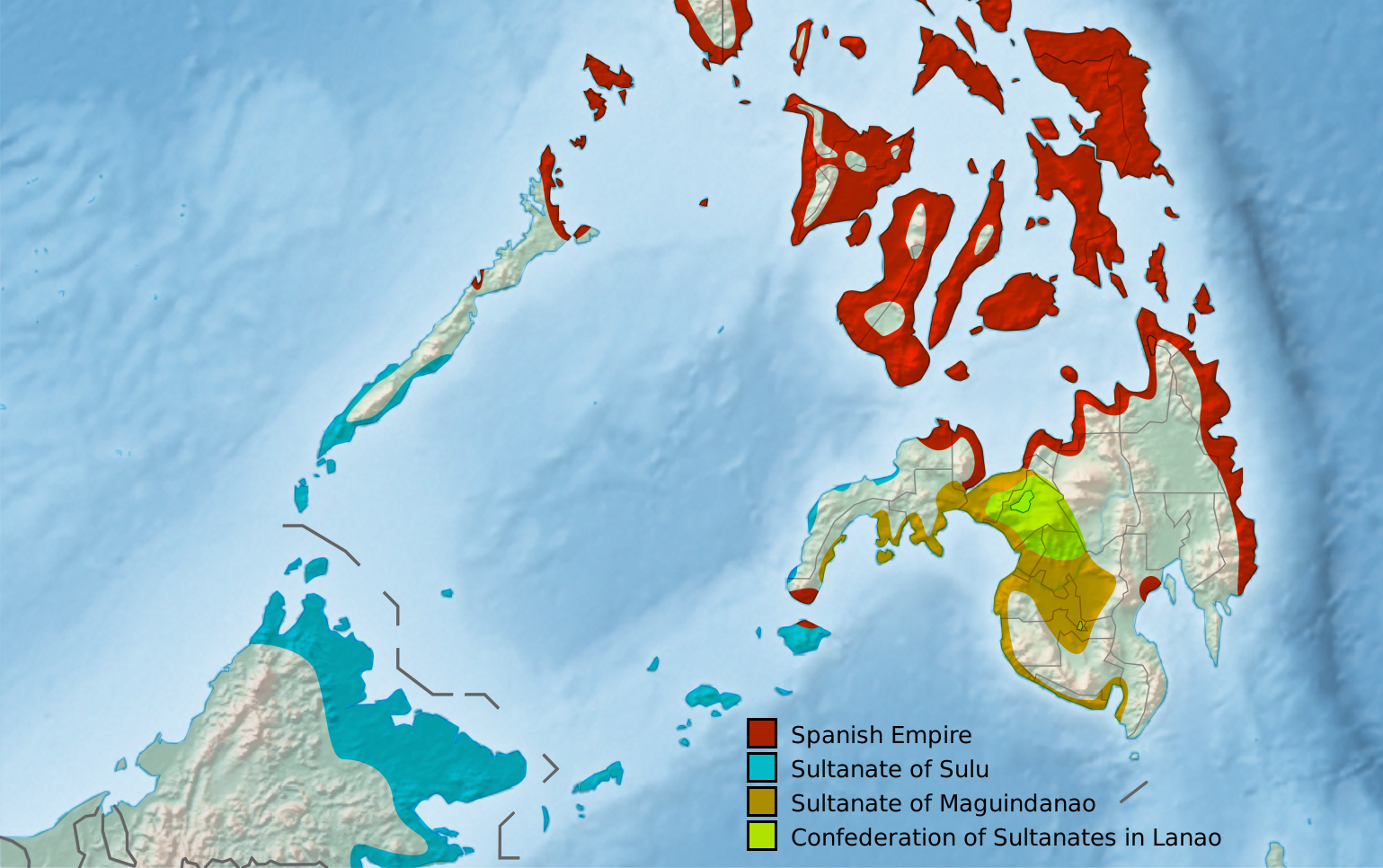
Володіння Іспанії та незалежні ісламські султанати Філіппінів наприкінці XIX століття. Територію Сулу позначено блакитним, іспанські володіння — червоним; також помаранчевим кольором позначено султанат Магінданао, який Іспанія захопила у 1870-ті роки, а жовтим — його невеличку територію навколо озера Ланао, що була захоплена 1888 року

Султани очолювали Сулу з 1457 року. В кінці XIX століття султани стали залежні від іспанських колонізаторів, а кінець кінцем потрапили під контроль адміністрації США, що перебрала контроль над островами після іспансько-американської війни 1898 року. Після Другої світової війни Філіппіни скасували султанат. Тим не менш, до 1986 року філіппінський уряд підтримував коронацію султанів.

### Правлячі султани
- Саїд Хашем Абубакр (1457—1480)
- Камаль-Уддін[en] (1480—1519)

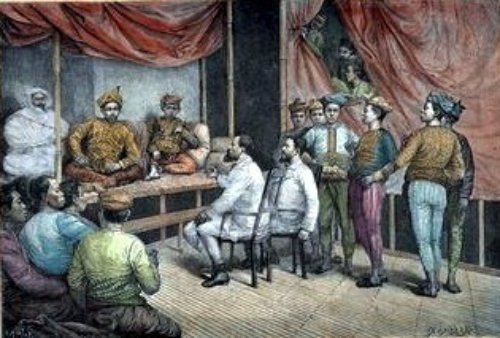
Французькі мандрівники на прийомі в султана Сулу (1886), імовірно Бадаруддіна II

- Амірул-Умара, Муїззул Мутаваддін, Насіруддін (1519—1579)
- Мухаммед уль-Халім (Пангіран Будіман) (1558—1585)
- Батара Шах Танга[en] (Пангіран Тіндіг) (1585—1600)
- Мувалліл Вазіт[en] (Раджа Бонгсу) (1600—1640)
- Насіруддін (1640—1658)
- Салахуддін (Karamat Baktiar) (1658—1663)
- Сахабуддін, Мустафа Шафіуддін (1663—1704)
- Бадаруддін I (1704—1734)
- Алімуддін I (1735—1748), 1763—1773
- Муїзуддін/Бантілан (1748—1763)
- Ісіраїл (1773—1778)
- Алімуддін II, Сарапуддін, Алімуддін III (1778—1808)
- Аліуддін, Шакірулла (1808—1823)
- Джамалуль Кірам I (1823—1844)
- Мохаммед Пулалун (1844—1862)
- Джамалуль Алам (1863—1881)
- Бадаруддін II (1881—1886)
- Гарун-аль-Рашид (1886—1893)
- Джамалуль Кірам II[en] (1893—1936)

### Номінальні султани
- Мувалілл Вазіт II[en] (1936, убитий невдовзі після інтронізації)
- Мухаммед Ісмаїл Кірам I[en] (1950-1986)
- Мухаммед Махакутта Абдулла Кірам[en] (1974-1986)

### Голови монархічного дому Сулу

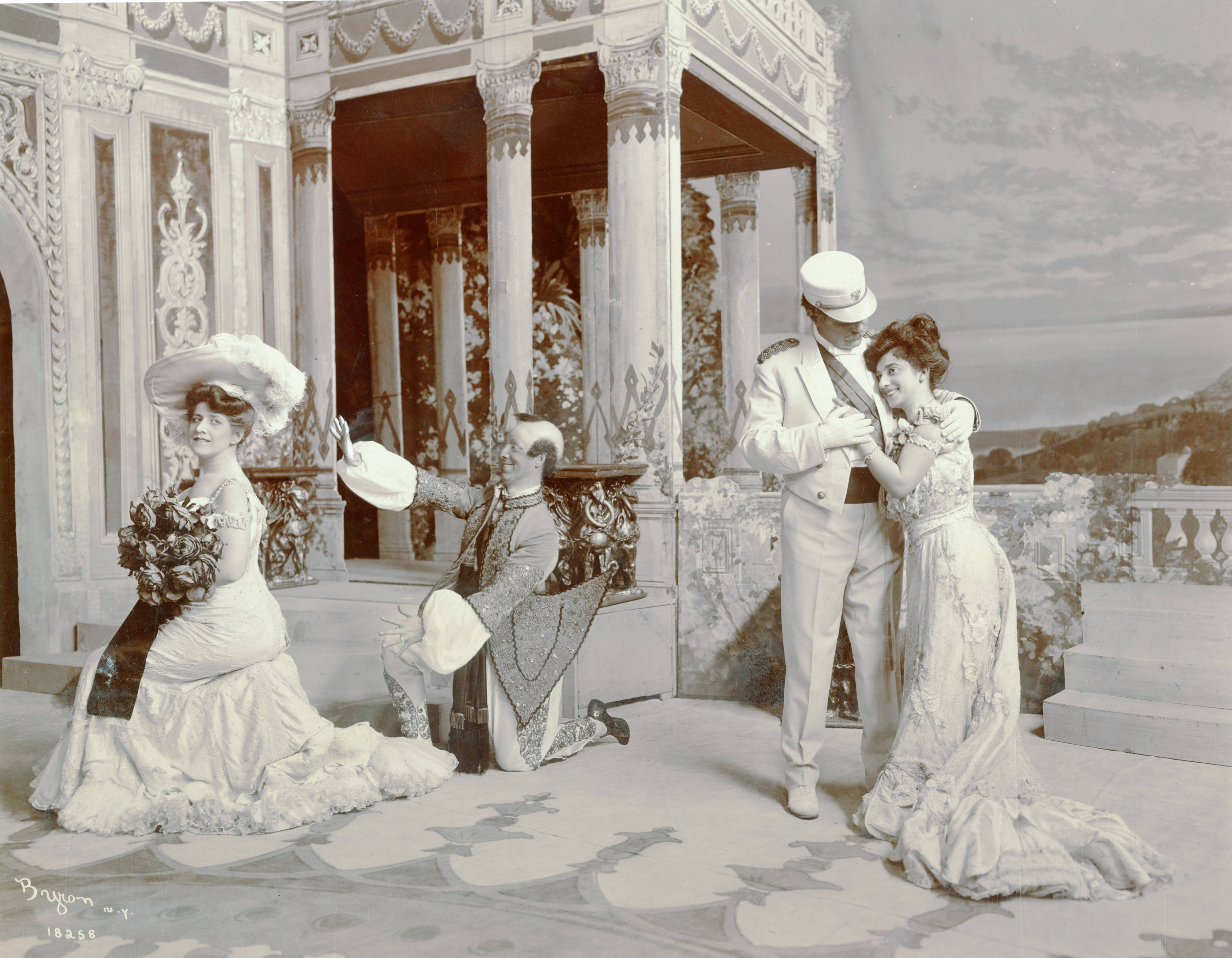
Сцена з вистави «Султан Сулу» (Сіетл, 1905)

- Муедзул Лаїл Тан Кірам[en] з 1986

## У масовій культурі
У 1902 році продюсер Генрі Вілсон Севидж поставив на Бродвеї комічний мюзікл «Султан Сулу» (англ. The Sultan of Sulu) на вірші Джорджа Ейда та музику Натаніела Манна про спроби американських військових змінити стиль життя мешканців Філіппінів на початку XX століття.